# Gare d'Oret
La gare d’Oret est une ancienne gare ferroviaire belge de la ligne 138, de Châtelet à Florennes, située à Oret, ancienne commune rattachée à celle de Mettet, dans la province de Namur en Région wallonne.

## Situation ferroviaire
Établie à 260 mètres d’altitude, la gare d’Oret était située au point kilométrique (PK) 16,8 de la ligne 138, de Châtelet à Florennes-Est entre les gares d’Hanzinne et de Pavillons.

## Histoire
La Compagnie du chemin de fer de Morialmé à Châtelineau livre à l'exploitation le 14 juin 1855 une ligne industrielle aboutissant aux mines de Morialmé, près d’Oret. La ligne décrivait alors une boucle de presque 180° en direction de Morialmé.
Devenue par fusion la Compagnie de l'Est belge, puis le Grand Central Belge, la ligne est prolongée vers Florennes et Givet puis reprise par les Chemins de fer de l'État belge (future SNCB) en 1897. Éloignée du village, elle jouxtait les faïenceries d'Oret.
La ligne ferme aux voyageurs le 9 mars 1959. Le service des marchandises est supprimé entre Gerpinnes et Oret en 1966. Jusqu’en 1978, Oret reste desservi par des trains de marchandises venant par Florennes.
Comme toutes les gares d’origine de la ligne bâties avant 1862, elle est dotée d’un fort petit bâtiment des recettes sans étage de trois travées sous bâtière dont la travée médiane, la porte d'entrée, est décalée sur la droite côté rue. Il a plus tard été peint à la chaux blanche et l’aile de service droite a été remplacée par deux travées supplémentaires. La date de démolition de ce bâtiment est inconnue.